# Klajić
Klajić (em cirílico: Клајић) é uma vila da Sérvia localizada no município de Lebane, pertencente ao distrito de Jablanica, na região de Jablanica. A sua população era de 159 habitantes segundo o censo de 2002.

## Demografia
| 1948  | 1953  | 1961  | 1971 | 1981 | 1991 | 2002 | 2011 |
| ----- | ----- | ----- | ---- | ---- | ---- | ---- | ---- |
| 1 309 | 1 435 | 1 328 | 982  | 635  | 429  | 289  | 159  |